# Congregazione della Zecca
La Congregazione della Zecca era un organismo della Curia romana, oggi soppresso.

## Storia
Papa Urbano VIII nel 1646 fondò la Congregazione della Zecca che aveva il compito di sovrintendere alla fabbricazione della moneta da utilizzarsi negli stati pontifici.
La congregazione era composta di quattro cardinali, uno dei quali era presidente, ed aveva anche il compito della direzione delle varie zecche presenti nello Stato della Chiesa, nonché di sovrintendere al rifornimento dei materiali preziosi necessari alla fabbricazione delle monete. La congregazione doveva vigilare attraverso i propri ufficiali affinché il materiale prezioso usato per le monete non venisse asportato segretamente dagli operai delle zecche. La commissione valutava anche la qualità del materiale da fusione proveniente dall'esterno e decideva se accettarlo o respingerlo e in caso positivo ne disponeva il pagamento secondo il prezzo corrente del materiale al grammo.

## Fonti
- Gaetano Moroni, Dizionario di erudizione storico-ecclesiastica, vol. XVI, Venezia 1842, p. 151